# Радиационно-химический выход
Радиационно-химический выход — количественная мера изменения физико-химических свойств вещества в результате поглощения им ионизирующих излучений при радиолизе. Радиационно-химический выход обозначается буквой G и измеряется количеством возникших или разрушившихся частиц вещества (радикалов, ионов, атомов, молекул) или изменившихся его параметров (например, количеством сшивок или разрывов связей в полимерах, углом вращения плоскости поляризации и т. д.) при поглощении этим веществом 100 эВ энергии ионизирующего излучения.
G = A lim |dC / dDпогл|,
где А — коэффициент перевода, 
С — концентрация,
Dпогл — поглощённая доза.
Термин широко используется в радиационной химии, химической дозиметрии и радиобиологии.